# Timoteo Pérez Vargas
Timoteo Pérez Vargas,(1595-5 de abril de 1651) fue un prelado católico que se desempeñó como primer obispo de Bagdad (1633-1639) y segundo obispo de Ispahan (1632-1639).

## Biografía
Timoteo Pérez Vargas nació en Palermo, Italia y fue ordenado sacerdote en la Orden de los Carmelitas Descalzos el 8 de junio de 1612. El 6 de septiembre de 1632, fue seleccionado por el Rey de España y confirmado por el Papa Urbano VIII como Obispo Coadjutor de Ispahan y como obispo de Bagdad. El 19 de septiembre de 1632 fue consagrado obispo por Bernardino Spada. El 23 de diciembre de 1639, dimitió como obispo de Bagdad y como obispo de Ispahan y fue nombrado obispo titular de Listra. Murió el 5 de abril de 1651.